# Dysoxylum perryanum
Dysoxylum perryanum là một loài thực vật có hoa trong họ Meliaceae. Loài này được Pierre mô tả khoa học đầu tiên năm 1897.